# Kalifornisk salamander
Kalifornisk salamander (Taricha torosa) är en salamanderart av släktet Taricha som finns i västra USA. 

## Utseende
Salamandern har en beige till rödbrun ryggsida och en gul till orange buk. Ögonen är stora, utan några mörka markeringar på ögonlocken (till skillnad från dess släkting vårtskinnad salamander). De vuxna salamandrarna har vårtig hud, utom hanen under parningstiden, då han får slät hud, svullen kloak och en ihoptryckt, fenliknande svans. Längden är mellan 12,5 och 20 cm, hanarna något längre än honorna.

## Utbredning
Den kaliforniska salamandern finns i Kaliforniens kustområden och i södra Sierra Nevada.

## Vanor
Salamandern lever i kustnära berg, på Sierra Nevadas sluttningar och, i norra delen av dess utbredningsområde, i fuktig skog. I bergen kan den gå upp till 2 000 m. Den är landlevande och kan iakttas mitt på dagen; den uppsöker vatten endast under parningstiden. Larverna lever i vatten, som dammar, reservoarer och vattendrag.

### Föda och predation
De vuxna salamandrarna lever av daggmaskar, små sniglar och snäckor, insekter (både vuxna och larver), gråsuggor och andra ryggradslösa djur. De äter även sitt eget ömsade skinn. Larverna lever av olika, mindre, ryggradslösa djur. Den exakta livslängden är okänd, men det antas att den kan bli över 20 år gammal. Liksom sin släkting vårtskinnad salamander är den mycket giftig och innehåller neurotoxinet tetrodotoxin. (Den är dock inte lika giftig som den vårtskinnade salamandern). Som en följd av detta har den få fiender; den enda egentliga predatorn är strumpebandssnoken, som förefaller immun mot tetrodotoxin.

### Fortplantning
Parningstiden äger rum under december till maj, och sker, som hos många groddjur, ofta i samma vattendrag ur vilka salamandern en gång kläckts. Under leken positionerar hanen sig ovanpå honan, stryker sin haka mot hennes nos och viftar på svansen. Efter omkring en timme avsätter han en spermatofor framför honan, som denna tar upp med sin kloak. Efter leken lägger honan mellan 7 och 30 ägg på grunt vatten, antingen fästade vid vattenväxter eller fritt på bottnen. Äggen kläcks efter mellan 2 och 7 veckor. Larverna förvandlas under sensommaren till tidiga hösten.